# Osmoy, Yvelines
Osmoy är en kommun i departementet Yvelines i regionen Île-de-France i norra Frankrike. Kommunen ligger i kantonen Houdan som tillhör arrondissementet Mantes-la-Jolie. År 2022 hade Osmoy 407 invånare.

## Befolkningsutveckling
Antalet invånare i kommunen Osmoy
| Referens: INSEE |